# Nikolaus Herman

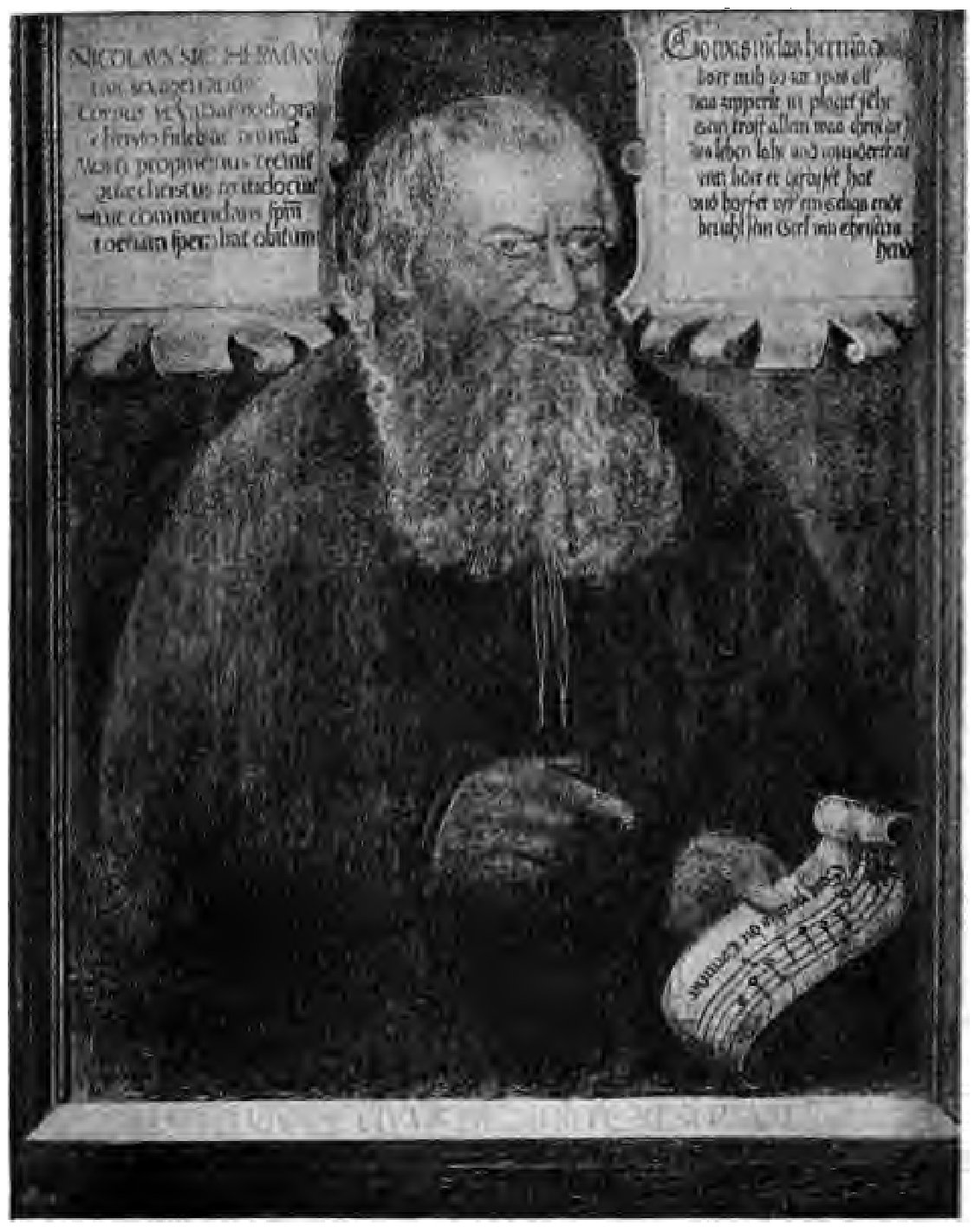
Die sonntags evangelia van Nicolaus Herman

Nikolaus Herman (Altdorf bei Nürnberg, ca. 1500 (volgens andere bronnen ca 1480) - St. Joachimsthal,  3 mei 1561) was een Duits kantor, leraar en schrijver van talrijke geestelijke kerkliederen.
Herman kwam rond 1518 als kantor en leraar aan het Gymnasium (Lateinschule) naar St. Joachimsthal. Hij was een aanhanger van de reformatie getuige een brief van Maarten Luther aan hem van 6 november 1524. In St. Joachimsthal werkte hij onder meer samen met Johannes Mathesius, die daar vanaf 1532 als rektor van de school en vanaf 1540 als pastoor werkte. Op 24 juni 1557 ging Herman met pensioen. Zijn liederen, die hij vooral voor zijn leerlingen had geschreven, gaf hij 1560 uit onder de titel "Die Sonntagsevangelia über das Jahr in  Gesänge verfasset für die Kinder und christlichen Hausväter".
Tot zijn geestelijke liederen behoren onder meer: 
- Lobt Gott, ihr Christen alle gleich
- Erschienen ist der herrlich Tag (door Johann Sebastian Bach is het eerste couplet gebruikt in cantate Halt im Gedächtnis Jesum Christ)
- Den die Hirten lobeten sehre
- Wir wollen singn ein' Lobgesang
- Ein wahrer Glaube Gotts Zorn stillt
- Die helle Sonn leucht' jetzt herfür
- Hinunter ist der Sonne Schein
- In Gottes Namen fahren wir
- Wenn mein Stündlein vorhanden ist
- Bescher uns, Herr, das täglich Brot
- Wir danken dir, Herr Jesu Christ, dass du vom Tod erstanden bist

- Bibsys: 4103881
- Bibliothèque nationale de France: cb13990057z (data)
- Gemeinsame Normdatei: 118703668
- International Standard Name Identifier: 0000 0000 7977 0649
- Library of Congress Control Number: n93054006
- Nationale Bibliotheek van Letland: 000067413
- MusicBrainz: 8b149b02-d9df-40db-a1c6-ed28abd0e496
- Nationale Bibliotheek van Tsjechië: jx20070511007
- Nationale Bibliotheek van Israël: 987007439323205171
- Nationale Bibliotheek van Polen: a0000002799545
- Nationale en Universitaire bibliotheek Zagreb: 000119063
- Nederlandse Thesaurus van Auteursnamen: 074704826
- Système universitaire de documentation: 230493726
- Virtual International Authority File: 67260143
- WorldCat: E39PCjGB6GDqKyTbtWxWqvHYdP